# Germans Ríos
Els germans Teodoro Ríos i Santiago Ríos són directors de cinema canaris que han basat la seva carrera cinematogràfica a rodar una sèrie de pel·lícules compromeses amb la realitat insular de Canàries. Són autors d'una trilogia que tracta sobre l'emigració dels canaris cap al continent americà.

## La trilogia de l'els germans Ríos
Els germans Ríos han realitzat durant més de 20 anys una sèrie de pel·lícules on s'intenta recuperar la memòria històrica dels habitants de les Illes Canàries i els seus costums més recents. Entre la seva producció més destacada podríem esmentar Guarapo, Mambí i El vol del guirre. Les tres pel·lícules parlen d'una de les constants dels habitants de les illes a través de la seva història, això és, la necessitat que han tingut els canaris d'emigrar a altres països, principalment Cuba i Veneçuela, en cerca una vida millor. Amb El vuelo del guirre, els germans Ríos tanquen el cercle, habitar (Guarapo), emigrar (Mambí) i retornar (El vuelo del Guirre). Amb Guarapo foren nominats al Goya al millor director novell.

## Documentals
Van ser els responsables d'almenys dos infodocumentals que es projectaven fins a principis dels anys 90 a les sales d'audiovisuals dels centres de visitants dels Parcs Nacionals de Garajonay i del Teide, que mostraven a l'espectador la informació relacionada amb la flora, la fauna i la geologia del Parc Nacional on es projectés.

## Filmografia dels germans Ríos
- Talpa, Teodoro i Santiago Ríos, 1972
- Clímax/El Proceso, Teodoro i Santiago Ríos (curtmetratge), 1977
- Mambí, Teodoro i Santiago Ríos, 1998.
- Guarapo, Teodoro i Santiago Ríos, 1988.
- El vuelo del guirre, Teodoro i Santiago Ríos, 2007.[3]

## Obres cinematogràfiques relacionades
- La isla del infierno, Javier F. Caldas, 1999.
- Mararía, Antonio José Betancor 1998.